# NGC 5640
NGC 5640 est une vaste et lointaine galaxie spirale située dans la constellation de la Girafe. Sa vitesse par rapport au fond diffus cosmologique est de 14 204 ± 35 km/s, ce qui correspond à une distance de Hubble de 210 ± 15 Mpc (∼685 millions d'al). NGC 5640 a été découverte par l'astronome germano-britannique William Herschel en 1797.

## Supernova
La supernova SN 1996ah a été découverte dans NGC 5640 le 6 mai 1996 par l'astronome américaine Jean Mueller de l'observatoire Palomar. Cette supernova était de type Ia.